# Sikulové

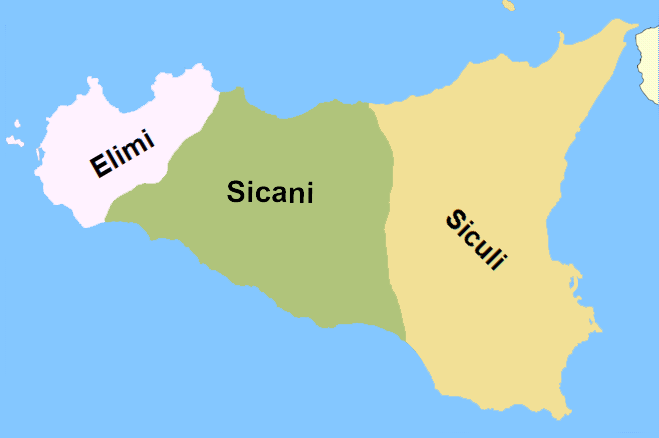
Oblast Sikulů (Siculi) na ostrově Sicílie v době řecké kolonizace

Sikulové (latinsky Siculi) nebo Sikelové (řecky Σικελοί Sikeloi) byli starověcí obyvatelé východní a severní Sicílie, kteří zde sídlili již v době řecké kolonizace.

## Historie Sikulů podle antických pramenů
Sikelové jsou zmiňováni již v Odyssei řeckého básníka Homéra, kde jsou spojováni s obchodem s otroky Rovněž služebná, která se stará o Odysseova otce Láerta, je označována jako Sikelka (Σικελή)..
Sikelové se podle Thúkydida, který se odvolává na informace od Sikelů, původně přistěhovali na Sicílii z Itálie a vytlačili Sikany na západ. Stalo se tak údajně 300 let před příchodem Řeků na Sicílii. Následně byl ostrov, dříve nazývaný Sikanií, pojmenován po Sikelech. Podle Diodora se Sikelové usadili na neobydleném území, protože Sikanové předtím opustili východ ostrova kvůli erupci Etny. Podle Filista ze Syrakus, citovaného Dionýsiem z Halikarnassu, přešli pozdější obyvatelé na Sicílii v 80. roce před Trójskou válkou. Nebyli to Ausonové ani Elymové, ale Ligurci, které vedl Sikelos, syn Italův. Byli vyhnáni ze své vlasti Umbrie a Pelasgy.

## Za řecké kolonizace
Od druhé poloviny 8. století př. n. l. byli Sikelové kvůli řeckým kolonistům stále více zatlačováni do vnitrozemí. Někteří Sikelové bojovali jako žoldnéři v řeckých armádách. Například na počátku 5. století Hippokrates z Gely najal mnoho Sikelů i Řeků, aby rozšířili jeho jezdecké oddíly. Kolem roku 465 př. n. l. sjednotil Ducetius řadu sikelských kmenů, které byly ohrožovány řeckou expanzí do vnitrozemí. Pod jeho vedením Sikelové vytáhli proti řeckým městům a některá z nich zničili, včetně Morgantiny v roce 460 př. n. l. Nakonec však sikelské povstání selhalo. Kromě Sicílie žili Sikelové v 5. století př. n. l. údajně také v pevninské Itálii. Již ve 3. století př. n. l., za vlády Agathokla ze Syrakus, nicméně zmínky o Sikelech mizí.

## Jazyk
Sikulština, která je zatím známa převážně z krátkých textů, patří mezi indoevropské jazyky. Pravděpodobně patří mezi italické jazyky.

## Předpokládané spojení s mořskými národy
Existují teorie, že Sikulové jsou příbuzní s mořským národem Tjekerů (tkr, podle Breastedovy transkripce Sikel, také přepisováno Šikal, Šikel), známým z egyptských pramenů. Tjekerové jsou zase většinou ztotožňováni se Šikalejci (Ši-ka-la-iu-a), kde Šikala je název země zmiňované v dokumentu sepsaném kolem roku 1200 př. n. l., nalezeném v Ugaritu. Zmiňovaný dokument je dopisem chetitského velkokrále, který požaduje, aby městský prefekt Ugaritu vydal muže, který padl do rukou Šikalejců, „kteří žijí na lodích“. Uvažuje se však i o ztotožnění Sikulů s Šekeleši, též zmiňovanými v egyptských pramenech. O tom, zda lze Šikalejce, a tedy i Tjekery či Šekeleše, skutečně ztotožnit se Sikuly, nicméně panují dohady.

## Souvislost se Sékely
Ve 4. století př. n. l. propukly spory sikulských Syrakus s elymejskou Segestou na západě ostrova. Vnitřní rozbroje nezávislé Sicílie nakonec v roce 211 př. n. l. ukončila nadvláda Říma. V roce 440 vpadli na Sicíliii Vandalové vedeni Geiserichem; jeho hunskému spojenci Attilovi posloužila jako záminka skutečnost, že marguský biskup nechal vyplenit hunské královské hroby. Biskup pak souhlasil, že své město (Margum Dubravica poblíž Bělehradu) předá Hunům výměnou za svou bezpečnost. Vandalizovaní Sicilané ze Segesty poté pronikli do Ilýrie, Moesie a Panonie, jak dosvědčují i názvy měst jako Sighișoara nebo Székesfehérvár.[zdroj?] Významnou oblastí této diaspory se stalo Sedmihradsko. J. W. Ozanne v Trei ani în România (1878) píše, že „Transylvánští Sekulové patří k rodu Attily a jeho Hunů, a převážná část maďarského obyvatelstva je uznává jako své bratry.“